# Tres Lunas
Tres Lunas (på skivomslaget skrivet Tr3s Lunas) är ett musikalbum av Mike Oldfield, utgivet 2002.

## Låtlista
1. "Misty" – 3:59
2. "No Mans Land" – 6:08
3. "Return To The Origin" – 4:38
4. "Landfall" – 2:19
5. "Viper" – 4:32
6. "Turtle Island" – 3:40
7. "To Be Free" – 4:21
8. "Firefly" – 3:46
9. "Tres Lunas" – 4:35
10. "Daydream" – 2:15
11. "Thou Art in Heaven" – 5:22
12. "Sirius" – 5:47
13. "No Mans Land" (Reprise) – 2:56
14. "To Be Free" (Radio Edit) – 3:56